# Фінансова безпека
Фінансова безпека — захищеність фінансових інтересів суб'єктів господарювання на усіх рівнях фінансових відносин; забезпеченість домашніх господарств, підприємств, організацій і установ, регіонів, галузей, секторів економіки держави фінансовими ресурсами, здатність фінансової системи забезпечити ефективне функціонування економічної системи та стале економічне зростання. 
Головна мета фінансової безпеки підприємства полягає в тім, щоб гарантувати його стабільне та максимально ефективне функціонування тепер і високий потенціал розвитку в майбутньому.
До основних функціональних цілей фінансової безпеки належать:
- забезпечення високої фінансової ефективності роботи;
- підтримка фінансової стійкості та незалежності підприємства;
- досягнення високої конкурентноздатності;
- забезпечення високої ліквідності активів;
- підтримка належного рівня ділової активності;
- забезпечення захисту інформаційного поля і комерційної таємниці;
- ефективна організація безпеки капіталу та майна підприємства, а також його комерційних інтересів.